# María del Carmen Sotomayor
María del Carmen Sotomayor y Elzo (Rancagua, 1780 - Santiago de Chile, 24 de septiembre de 1852) fue una mujer chilena, que se desempeñó como primera dama de Chile durante la vicepresidencia de su cónyuge, Fernando Errázuriz Aldunate.

## Biografía
Fue hija de Francisco de Sotomayor y Serrano y de María de la Concepción de Elzo y Ureta.
Se casó el 2 de octubre de 1801 con Fernando Errázuriz Aldunate, quien fue Presidente de Chile de forma provisoria en 1831, con quien tuvo 8 hijos. Vivió durante su matrimonio en Lo Espejo, Maipú, en el mismo terreno en el que se libró la batalla de Maipú, un 5 de abril de 1818.
Falleció en Santiago de Chile en 1852.